# Betsy Baker
Betsy Russell Baker (20 août 1842 – 24 octobre 1955) est une supercentenaire britannico-américaine. Elle est la première personne supercentenaire listée par le Guinness des records comme étant l'ex-personne la plus vieille du monde.
Née à Great Brington, Angleterre, au Royaume-Uni, elle migre vers l'état américain du Nebraska. Elle meurt à Tecumseh, Nebraska, à l'âge de 113 ans et 65 jours après avoir vécu dans le Comté de Johnson pendant 65 ans.